# Почвенная коррозия
Почвенная коррозия — разрушение металла под воздействием агрессивной почвенной среды. Этому виду коррозионного разрушения подвергаются металлы и конструкции, находящиеся в почве, то есть различные подземные резервуары, трубопроводы, сваи, кабели и пр.

## Коррозионная агрессивностьгрунта
Грунт – очень агрессивная коррозионная среда, которая состоит из множества элементов. Коррозионная агрессивность  почвы (грунта) определяется некоторыми факторами: влажностью, рН, аэрацией, составом почвы, пористостью, электропроводностью. 
По коррозионной активности грунты различают: высокой, средней, низкой агрессивности. Глинистые грунты способны долго удерживать в себе влагу, за счет чего считаются наиболее агрессивными в коррозионном отношении. Песчаные в коррозионном отношении практически инертны.
Торфяные, глинистые, болотные почвы, содержащие большое количество органических кислот обладают сильным негативным воздействием на находящийся в них металл. рН этих грунтов имеет повышенное либо пониженное значение (оптимальное значение – 6 – 7,5), за счет чего  коррозионные процессы ускоряются. 
Влага, которая находится в почве, ускоряет прохождение процессов коррозии, превращая почвенную среду в электролит, и способствует прохождению именно электрохимических коррозионных процессов. Влага легче проходит сквозь почву, если почва имеет более пористую структуру. При наличии в грунте растворенных солей и различных минералов он становится более электропроводным, электродные процессы на катоде и аноде протекают легче, что является причиной увеличения скорости почвенной коррозии. 
Высокая неоднородность грунта также влияет на скорость почвенной коррозии. Возникают гальванические элементы, из-за которых коррозионное разрушение носит неравномерный характер (чаще всего коррозийные повреждения в почве избирательные, язвенные или межкристаллитные).
В грунтах живет множество различных микроорганизмов, которые оказывают очень большое влияние на коррозионную агрессивность почв. Коррозионное разрушение, вызванное наличием и жизнедеятельностью  живых организмов, носит название – биокоррозия. Микроорганизмы в почве могут существовать при наличии кислорода и без него. Среди бактерий, которые оказывают очень сильное влияние на почвенную коррозию, можно выделить серобактерии, железобактерии и анаэробные сульфатредуцирующие бактерии.

## Механизм почвенной коррозии
Механизм почвенной коррозии почти всегда носит электрохимический характер. Крайне редко, в очень сухих почвах, почвенная коррозия может проходить по химическому механизму. Для данного вида коррозии характерно возникновение коррозионных гальванопар, язвенный характер разрушения. При этом значительное влияние на ход процесса оказывает омическое сопротивление грунта.

## Защита от почвенной коррозии
Для защиты от почвенной коррозии используют следующие методы:
- изоляционные покрытия (на основе коррозионно-стойких металлов или краски);
- специальные методы укладки (для предотвращения взаимодействия почвы и конструкции);
- создание искусственной атмосферы;
- электрохимическая защита.